# Arrondissement Montbéliard
Das Arrondissement Montbéliard ist eine Verwaltungseinheit des französischen Départements Doubs innerhalb der französischen Region Bourgogne-Franche-Comté. Hauptort (Unterpräfektur) ist Montbéliard.
Im Arrondissement liegen sieben Wahlkreise (Kantone). Am 1. Januar 2009 wechselten die Gemeinden des ehemaligen Kantons Le Russey in das Arrondissement Pontarlier.

## Wahlkreise
- Kanton Audincourt
- Kanton Bavans (mit 68 von 71 Gemeinden)
- Kanton Bethoncourt
- Kanton Maîche
- Kanton Montbéliard
- Kanton Valdahon (mit 10 von 58 Gemeinden)
- Kanton Valentigney

## Gemeinden
Die Gemeinden des Arrondissements Montbéliard sind:
| 1. Abbévillers (25004)*                   | 2. Accolans (25005)                   | 3. Aibre (25008)                     | 4. Allenjoie (25011)                     |
| 5. Allondans (25013)                      | 6. Anteuil (25018)                    | 7. Appenans (25019)                  | 8. Arbouans (25020)                      |
| 9. Arcey (25022)                          | 10. Audincourt (25031)                | 11. Autechaux-Roide (25033)          | 12. Badevel (25040)                      |
| 13. Bart (25043)                          | 14. Battenans-Varin (25046)           | 15. Bavans (25048)                   | 16. Belfays (25049)                      |
| 17. Belleherbe (25051)                    | 18. Belvoir (25053)                   | 19. Berche (25054)                   | 20. Bethoncourt (25057)                  |
| 21. Beutal (25059)                        | 22. Bief (25061)                      | 23. Blamont (25063)                  | 24. Blussangeaux (25066)                 |
| 25. Blussans (25067)                      | 26. Bondeval (25071)                  | 27. Bourguignon (25082)              | 28. Bournois (25083)                     |
| 29. Branne (25087)                        | 30. Bretigney (25093)                 | 31. Brognard (25097)                 | 32. Burnevillers (25102)                 |
| 33. Cernay-l’Église (25108)               | 34. Chamesol (25114)                  | 35. Charmauvillers (25124)           | 36. Charmoille (25125)                   |
| 37. Charquemont (25127)                   | 38. Chazot (25145)                    | 39. Colombier-Fontaine (25159)       | 40. Courcelles-lès-Montbéliard (25170)   |
| 41. Cour-Saint-Maurice (25173)            | 42. Courtefontaine (25174)            | 43. Crosey-le-Grand (25177)          | 44. Crosey-le-Petit (25178)              |
| 45. Dambelin (25187)                      | 46. Dambenois (25188)                 | 47. Dampierre-les-Bois (25190)       | 48. Dampierre-sur-le-Doubs (25191)       |
| 49. Dampjoux (25192)                      | 50. Damprichard (25193)               | 51. Dannemarie (25194)               | 52. Dasle (25196)                        |
| 53. Désandans (25198)                     | 54. Dung (25207)                      | 55. Échenans (25210)                 | 56. Écot (25214)                         |
| 57. Écurcey (25216)                       | 58. Étouvans (25224)                  | 59. Étrappe (25226)                  | 60. Étupes (25228)                       |
| 61. Exincourt (25230)                     | 62. Faimbe (25232)                    | 63. Ferrières-le-Lac (25234)         | 64. Fesches-le-Châtel (25237)            |
| 65. Fessevillers (25238)                  | 66. Feule (25239)                     | 67. Fleurey (25244)                  | 68. Fontaine-lès-Clerval (25246)         |
| 69. Fournet-Blancheroche (25255)          | 70. Frambouhans (25256)               | 71. Froidevaux (25261)               | 72. Gémonval (25264)                     |
| 73. Geney (25266)                         | 74. Glay (25274)                      | 75. Glère (25275)                    | 76. Goumois (25280)                      |
| 77. Goux-lès-Dambelin (25281)             | 78. Grand-Charmont (25284)            | 79. Hérimoncourt (25304)             | 80. Hyémondans (25311)                   |
| 81. Indevillers (25314)                   | 82. Issans (25316)                    | 83. L’Hôpital-Saint-Lieffroy (25306) | 84. L’Isle-sur-le-Doubs (25315)          |
| 85. La Grange (25290)                     | 86. La Prétière (25470)               | 87. Laire (25322)                    | 88. Lanthenans (25327)                   |
| 89. Le Vernoy (25608)                     | 90. Les Bréseux (25091)               | 91. Les Écorces (25213)              | 92. Les Plains-et-Grands-Essarts (25458) |
| 93. Les Terres-de-Chaux (25138)           | 94. Liebvillers (25335)               | 95. Longevelle-sur-Doubs (25345)     | 96. Lougres (25350)                      |
| 97. Maîche (25356)                        | 98. Mancenans (25365)                 | 99. Mancenans-Lizerne (25366)        | 100. Mandeure (25367)                    |
| 101. Marvelise (25369)                    | 102. Mathay (25370)                   | 103. Médière (25372)                 | 104. Meslières (25378)                   |
| 105. Montancy (25386)                     | 106. Montandon (25387)                | 107. Montbéliard (25388)             | 108. Mont-de-Vougney (25392)             |
| 109. Montécheroux (25393)                 | 110. Montenois (25394)                | 111. Montjoie-le-Château (25402)     | 112. Neuchâtel-Urtière (25422)           |
| 113. Noirefontaine (25426)                | 114. Nommay (25428)                   | 115. Onans (25431)                   | 116. Orgeans-Blanchefontaine (25433)     |
| 117. Orve (25436)                         | 118. Pays-de-Clerval (25156)          | 119. Péseux (25449)                  | 120. Pierrefontaine-lès-Blamont (25452)  |
| 121. Pompierre-sur-Doubs (25461)          | 122. Pont-de-Roide-Vermondans (25463) | 123. Présentevillers (25469)         | 124. Provenchère (25471)                 |
| 125. Rahon (25476)                        | 126. Randevillers (25478)             | 127. Rang (25479)                    | 128. Raynans (25481)                     |
| 129. Rémondans-Vaivre (25485)             | 130. Roche-lès-Clerval (25496)        | 131. Roches-lès-Blamont (25497)      | 132. Rosières-sur-Barbèche (25503)       |
| 133. Sainte-Marie (25523)                 | 134. Sainte-Suzanne (25526)           | 135. Saint-Georges-Armont (25516)    | 136. Saint-Hippolyte (25519)             |
| 137. Saint-Julien-lès-Montbéliard (25521) | 138. Saint-Maurice-Colombier (25524)  | 139. Sancey (25529)                  | 140. Seloncourt (25539)                  |
| 141. Semondans (25540)                    | 142. Sochaux (25547)                  | 143. Solemont (25548)                | 144. Soulce-Cernay (25551)               |
| 145. Sourans (25552)                      | 146. Soye (25553)                     | 147. Surmont (25554)                 | 148. Taillecourt (25555)                 |
| 149. Thiébouhans (25559)                  | 150. Thulay (25562)                   | 151. Trévillers (25571)              | 152. Urtière (25573)                     |
| 153. Valentigney (25580)                  | 154. Valonne (25583)                  | 155. Valoreille (25584)              | 156. Vandoncourt (25586)                 |
| 157. Vaucluse (25588)                     | 158. Vauclusotte (25589)              | 159. Vaufrey (25591)                 | 160. Vellerot-lès-Belvoir (25595)        |
| 161. Vellevans (25597)                    | 162. Vernois-lès-Belvoir (25607)      | 163. Vieux-Charmont (25614)          | 164. Villars-lès-Blamont (25615)         |
| 165. Villars-sous-Dampjoux (25617)        | 166. Villars-sous-Écot (25618)        | 167. Voujeaucourt (25632)            | 168. Vyt-lès-Belvoir (25635)             |

* Zahlen in Klammern sind INSEE-Codes

## Ehemalige Gemeinden seit 2015
bis 2018:
Pays de Clerval, Chaux-lès-Clerval
bis 2016:
Clerval, Santoche
bis 2015:
Sancey-le-Grand, Sancey-le-Long